# إليزابيث فالكنر
إليزابيث فالكنر (بالإنجليزية: Elizabeth Falkner)‏ هي طاهية أمريكية، ولدت في 12 فبراير 1966 في سان فرانسيسكو في الولايات المتحدة.

## وصلات خارجية
- الموقع الرسمي